# John Herbert Rasmussen
John Herbert Rasmussen, avstralski general, * 10. februar 1902, † 17. avgust 1952.